# Çelebi
Çelebi (antiga transcripció Čelebi, pronunciat txelebi, generalment apareix com a Celebi) és una paraula d'origen turc que vol dir "escrivà, lector, poeta, savi, home notable en cultura, etc. Fou d'ús corrent a l'Imperi Otomà entre el segle xiii i el XVIII generalment referit a membres de les classes superiors destacats en l'aspecte cultural però també aplicat a prínceps. A Pèrsia s'utilitzava "Mirza" que era gairebé equivalent. Al segle xviii fou substituït entre els turcs per "Efendi" i va esdevenir ocasionalment un nom propi. Els àrabs van deformar la paraula a shalabi o djalabi, que curiosament va agafar el sentit de "barbar".
Derivaria potser del siríac "selibha" (creu) amb significat d'adorador de la creu; no obstant hi ha altres etimologies.
També van portar aquesta qualificació els grans mestres de l'orde dels Mawlawiyya (1284 fins al segle xx).